# Callicore
Callicore (ex Catagramma) é um gênero de borboletas neotropicais da família Nymphalidae, subfamília Biblidinae e tribo Callicorini, proposto por Jakob Hübner em 1819.
O gênero era composto por vinte espécies. Porém, estudos mais aprofundados do início do século XXI concluíram que algumas pertenciam ao gênero Paulogramma (que continha apenas a espécie Paulogramma pyracmon e era monotípico). Desta forma, cinco espécies - Callicore eunomia, Callicore hydarnis, Callicore hystaspes, Callicore pygas e Callicore tolima - foram transferidas para este gênero citado.

## Hábitos
Adultos de Callicore (e também de Paulogramma) são borboletas frugívoras, retirando seu sustento da fermentação de frutos; mas também visitando praias fluviais para absorver minerais dissolvidos e umidade do solo. Habitualmente pousam nas pessoas para absorver o suor do corpo. São geralmente solitários. Possuem voo rápido e poderoso em distâncias curtas.

## Espécies
- Callicore astarte
- Callicore atacama
- Callicore brome
- Callicore cyclops
- Callicore cynosura
- Callicore excelsior
- Callicore felderi
- Callicore hesperis
- Callicore hydaspes
- Callicore ines
- Callicore lyca
- Callicore maronensis
- Callicore pitheas
- Callicore sorana
- Callicore texa